# Raúl Mondesí
Raúl Ramón Mondesí Avelino (nacido el 12 de marzo de 1971 en San Cristóbal) es un ex jardinero derecho dominicano que jugó en la Liga Mayor de Béisbol. Fue el Novato del Año de la Liga Nacional como miembro de los Dodgers de Los Ángeles en 1994 y ganó el Guante de Oro en 1995 y 1997 como jardinero. 
Mondesí ex- alcalde de San Cristóbal por el Partido Revolucionario Dominicano desde 2010. Fue diputado por el Partido de la Liberación Dominicana en el periodo 2006-2010.

## Los Angeles Dodgers
Mondesí fue firmado originalmente por los Dodgers de Los Ángeles como amateur en 1988. Con Great Falls Dodgers en 1990, bateó para .303 con 30 bases robadas y fue seleccionado para el equipo All-Star de la Pioneer Baseball League. En 1991, jugó en 21 partidos con Bakersfield Dodgers, 53 partidos con San Antonio Missions y 2 con los Albuquerque Dukes bateando para .277 con ocho jonrones y 18 bases robadas. En 1992 jugó 18 partidos con San Antonio y 35 con Albuquerque, bateando para .296. Pasó todo 1993, con los Dukes, bateando para .280 con 12 jonrones y 13 robos.
Hizo su debut en Grandes Ligas con los Dodgers el 19 de julio de 1993 contra los Filis de Filadelfia, bateando un sencillo al jardín central como bateador emergente en la séptima entrada contra el lanzador David West para su primer hit en las Grandes Ligas. Bateó su primer jonrón, un batazó de dos carreras contra Bob Scanlan en la 13.ª entrada de un juego contra los Cachorros de Chicago el 31 de julio. Regresó a los menores después del 6 de agosto, pero estuvo de regreso con los Dodgers en septiembre. Apareció en 42 partidos esa temporada con los Dodgers, bateando para .291 con sólo cuatro jonrones.
Mondesí hizo el roster del opening day de los Dodgers en 1994 y jugó en 112 juegos, bateando para .306 con 16 jonrones, 56 remolcadas y 11 bases robadas. Fue seleccionado como el Novato del Año de la Liga Nacional.
En 1995, fue seleccionado dos veces como jugador de la semana de la Liga Nacional (30 de abril y 5 de julio), ganó el premio del Guante de Oro y fue seleccionado para el Juego de Estrellas de 1995. Dio un fly hacia el jardín derecho en su único turno al bate en el Juego de Estrellas. También compitió en el Derby de Jonrones. En general, bateó para .285 con 26 jonrones, 88 carreras impulsadas y 14 bases robadas. Tuvo dos hits en nueve turnos al bate para los Dodgers en la Serie Divisional de la Liga Nacional de 1995 en una derrota por los Rojos de Cincinnati. Se fue de 12-2 en la Serie Divisional de la Liga Nacional de 1996 contra los Bravos de Atlanta, con dos dobles.
En 1997, bateó para .310 con 30 jonrones, 88 carreras impulsadas y 32 robos. Convirtiéndose en el primer jugador de los Dodgers en la historia en unirse al club 30-30. También ganó su segundo Guante de Oro y terminó 15.º en la votación para el premio al Jugador Más Valioso de la Liga Nacional. En 1999, una vez más se unió al club 30-30, con 33 jonrones y 36 robos, aunque su promedio había bajado a .253.

## Toronto Blue Jays
El 68 de noviembre de 1999, Mondesí fue cambiado por los Dodgers (junto con Pedro Borbón, Jr.) a los Azulejos de Toronto por Shawn Green y el jugador de ligas menores Jorge Núñez. Jugó dos temporadas y media con los Azulejos, jugando en 320 partidos y dando 66 jonrones. Ganó el premio al Jugador de la Semana de la Liga Americana el 6 de mayo de 2001.

## New York Yankees
Mondesí fue cambiado por los Azulejos a los Yanquis de Nueva York el 1 de julio de 2002, por Scott Wiggins. Jugó en 71 partidos para los Yankees durante la temporada y otros 98 en 2003, bateando para .250 con 27 jonrones y 92 impulsadas. Dio tres hits en 12 turnos al bate para los Yankees en la Serie Divisional de la Liga Americana de 2002 contra los Angelinos de Anaheim.

## Arizona Diamondbacks
Los Yankees lo cambiaron el 29 de julio de 2003 a los Diamondbacks de Arizona por David  Dellucci, Bret Prinz y el jugador de ligas menores John Prowl. En 45 partidos con los Diamondbacks, bateó para .302 con sólo ocho jonrones.

## Pittsburgh Pirates
Firmó como agente libre con los Piratas de Pittsburgh el 24 de febrero de 2004. En mayo estuvo hablando de dejar el equipo por motivos personales, que envolvía disputas legales en la República Dominicana. Dejó el equipo el 11 de mayo de 2004 y su contrato fue terminado una semana más tarde.

## Anaheim Angels
Los Angelinos de Anaheim lo firmaron el 30 de mayo de 2004. El contrato fue investigado por las Grandes Ligas, ya que las circunstancias eran cuestionables, pero los Angelinos fueron absueltos de toda culpa. Poco después de que firmara con los Angelinos, se rasgó sus cuádriceps y fue colocado en  la lista de lesionados. Fue liberado por los Angelinos en julio por no presentarse a su terapia de rehabilitación.

## Atlanta Braves
Los Bravos de Atlanta lo firmaron en 2005, apareció en 41 juegos antes de que el equipo lo liberara el 31 de mayo.

## Política
En 2006, Mondesí se inscribió en la boleta del Partido de la Liberación Dominicana (el año anterior había estado en el Partido Reformista Social Cristiano) como candidato a diputado por su provincia San Cristóbal. Finalmente fue elegido para un escaño en la Cámara de Diputados de la República Dominicana. 
El 4 de junio de 2009, Mondesí cambió de bando aliándose con el Partido Revolucionario Dominicano tras discrepancias con el gobierno sobre la ayuda humanitaria que debía darse a su provincia después de la tormenta tropical Noel.
El 16 de mayo de 2010 fue elegido alcalde del municipio San Cristóbal para un mandato de seis años.
En abril de 2011, Mondesí fue acusado de malversación de fondos por más de RD$93 millones en los primeros ocho meses de su genstión por el exalcalde José Montás. Mondesí  salió en su defensa alegando "es deprimente recordar como encontré el Ayuntamiento, todo estaba desfalcado, y una millonaria deuda que dejó José Montás, la cual estoy pagando poco a poco". Mondesí contraacusó a Montás y lo emplazó a presentar pruebas.
En septiembre de 2011, Mondesí anunció su renuncia como jefe de campaña del candidato Hipólito Mejía y que retiraba su apoyo al PRD debido a conflictos internos en el partido.
Meses más tarde pasó nuevamente al Partido Reformista Social Cristiano formando el movimiento político Primero Mi Pueblo, dedicado a apoyar la candidatura presidencial de Danilo Medina.
En 16 de febrero de 2017, Mondesí le fue impuesta la medida de coerción de 6 meses de prisión domiciliaria por desfalco y malversación de fondos de más de RD$300 millones durante su gestión como alcalde de San Cristóbal.
El 20 de septiembre de 2017, Mondesí es condenado a 8 años de prisión, el pago de una multa de 60 millones de pesos dominicanos e inhabilitación por 10 años para el ejercicio de cargos públicos por el desfalco y malversación de fondos de más de 300 millones de pesos en el cabildo durante su gestión municipal en el periodo 2010-2016. Junto con él fueron condenados otros funcionarios de su gestión.

## Trivia
- Mondesí vive en San Cristóbal, República Dominicana.
- Fungió como alcalde de la ciudad por un periodo de seis años.
- Se le impuso una multa como consecuencia del robo de electricidad en 2006.
- Los Angeles Times informó que el 15 de mayo de 2007, en un partido que coincidía con los Dodgers frente a los Cardenales de San Luis, Mondesí había estado en el Dodger Stadium como espectador. Cuando apareció en la pantalla de vídeo, los fanes le vocearon con su popular apodo, "Ra-ooooo-oool".
- Se le impuso una condena como consecuencia de desfalco en 2017.
- Es padre del jugador de los Reales de Kansas City Adalberto Mondesí.